# Uromyces graminis
Uromyces graminis ist eine Ständerpilzart aus der Ordnung der Rostpilze (Pucciniales). Der Pilz ist ein Endoparasit von Doldenblütlern sowie von Melica-Süßgräsern. Symptome des Befalls durch die Art sind Rostflecken und Pusteln auf den Blattoberflächen der Wirtspflanzen. Sie ist in der südwestlichen Paläarktis verbreitet.

## Merkmale

### Makroskopische Merkmale
Uromyces graminis ist mit bloßem Auge nur anhand der auf der Oberfläche des Wirtes hervortretenden Sporenlager zu erkennen. Sie wachsen in Nestern, die als gelbliche bis braune Flecken und Pusteln auf den Blattoberflächen erscheinen.

### Mikroskopische Merkmale
Das Myzel von Uromyces graminis wächst wie bei allen Uromyces-Arten interzellulär und bildet Saugfäden, die in das Speichergewebe des Wirtes wachsen. Die blasenförmigen Aecien der Art besitzen 22–32 × 22–32 µm große, kugelige und gelbliche Aeciosporen mit warziger Oberfläche. Die zimtbraunen Uredien des Pilzes wachsen oberseitig auf den Wirtsblättern. Ihre goldenen Uredosporen sind 24–29 × 21–24 µm groß, zumeist breitellipsoid und stachelwarzig. Die Telien der Art sind schwarzbraun, kompakt und früh unbedeckt. Die tiefgoldenen bis klar kastanienbraunen Teliosporen sind einzellig, in der Regel eiförmig bis ellipsoid und 22–31 × 17–24 µm groß. Ihre Stiele sind farblos bis bräunlich und bis zu 50 µm lang.

## Verbreitung
Das bekannte Verbreitungsgebiet von Uromyces graminis umfasst Südeuropa und Nordafrika.

## Ökologie
Die Wirtspflanzen von Uromyces graminis sind für den Haplonten Doldenblütler (Umbelliferae spp.) sowie diverse Melica-Arten für den Dikaryonten. Der Pilz ernährt sich von den im Speichergewebe der Pflanzen vorhandenen Nährstoffen, seine Sporenlager brechen später durch die Blattoberfläche und setzen Sporen frei. Die Art durchläuft einen Entwicklungszyklus mit Spermogonien, Aecien, Telien und Uredien und vollzieht einen Wirtswechsel.